# Fur and Gold
Fur and Gold é o álbum de estreia da banda inglesa Bat for Lashes, lançado em 2006. Ele foi lançado para aclamação da crítica e foi nomeado para o Mercury Prize 2007. Em 2007, o álbum foi relançado pela Parlophone com a adição de um cover da canção de Bruce Springsteen, "I'm on Fire". Fur and Gold contém os singles "The Wizard", "Trophy", "Prescilla" e "What's a Girl to Do?". Em 2008, "What's a Girl to Do?" foi relançado como vinil com um remix com Scroobius Pip e Plaid.

## Antecedentes
Gravado em um mês em Londres e Brighton, o álbum foi produzido por Natasha Khan com co-produção de David Kosten.
"Quando fui gravar o álbum, eu tinha páginas de notas. Cada música tinha citações de diferentes filmes que me faziam pensar nas músicas e diferentes sons e imagens visuais e um pouco de poesia e desenhos. Eu construo o universo a partir disso, e cada música forma uma parte e tem seus próprios personagens e cores. O produtor com quem trabalhei, David Kosten, ficou agradavelmente chocado que eu estava tão preparada. Ele disse que nunca tinha visto aquilo antes, mas foi também importante que havia um elemento de espontaneidade e experimentação, pois senão vou perde todas as coisas intuitivas que você experimenta."

## Faixas
Todas as faixas escritas e compostas por Natasha Khan, exceto onde anotado. 
| N.º | Título                                       | Compositor(es)    | Duração |  |
| 1.  | "Horse and I"                                |                   | 3:04    |  |
| 2.  | "Trophy"                                     |                   | 4:00    |  |
| 3.  | "Tahiti"                                     |                   | 3:38    |  |
| 4.  | "What's a Girl to Do?"                       |                   | 2:58    |  |
| 5.  | "Sad Eyes"                                   |                   | 4:16    |  |
| 6.  | "The Wizard"                                 |                   | 4:17    |  |
| 7.  | "Prescilla"                                  |                   | 3:34    |  |
| 8.  | "Bat's Mouth"                                |                   | 4:25    |  |
| 9.  | "Seal Jubilee"                               |                   | 4:44    |  |
| 10. | "Sarah"                                      |                   | 3:56    |  |
| 11. | "I Saw a Light"                              |                   | 6:24    |  |
| 12. | "I'm on Fire" (faixa bônus nos EUA e iTunes) | Bruce Springsteen | 3:31    |  |

## Singles
- 2006: Trophy
- 2006: The Wizard
- 2007: Prescilla
- 2007: What's a Girl to Do?